# Andreas Müller (Maler, 1831)

Andreas Müller

Andreas Müller: Postkarte zu Schillers Glocke

Andreas Müller, genannt „Komponiermüller“ (* 23. Juli 1831 in Stephans-Rettenberg bei Sonthofen; † 7. Dezember 1901 in München) war ein deutscher Freskant, Historienmaler und Illustrator des 19. Jahrhunderts.

## Leben
Andreas Müller war Schüler von Wilhelm von Kaulbach und Moritz von Schwind. Er war von 1854 bis 1859 in Meiningen als künstlerischer Berater und Begleiter für Erbprinz Georg, den späteren Herzog Georg II. tätig. Müller ging anschließend nach München, wo er 1875 Professor für kirchliche Kunst an der Akademie der Bildenden Künste München wurde. Er schuf Fresken in der Villa Carlotta und Illustrationen unter anderem für die Fliegenden Blätter und Münchener Bilderbogen und eine Folge von Darstellungen aus dem Leben bayerischer Fürsten.

## Werke
- Apotheose der Erbprinzessin Charlotte von Sachsen-Meiningen
- Schlacht bei Basantello (Kreidezeichnung)

## Weblinks

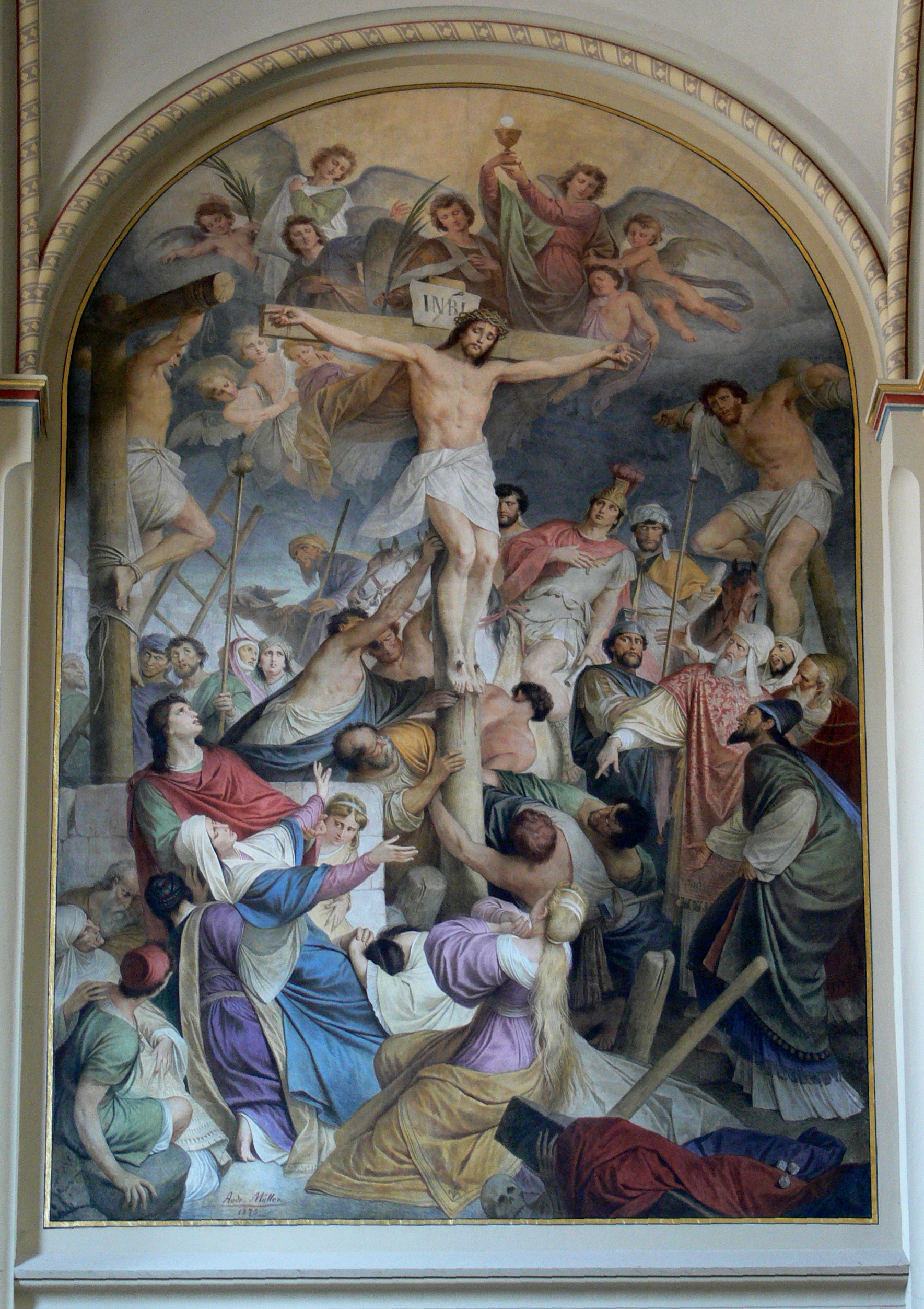
Andreas Müller: Golgatha-Gemälde in der Stadtpfarrkirche Weißenhorn, 1875